# Magi – Mê cung thần thoại
Magi – Mê cung thần thoại (Nhật: マギ Hepburn: Magi) là một bộ manga phiêu lưu kỳ ảo của Nhật Bản được viết và minh họa bởi Ohtaka Shinobu. Nó được đăng trên Weekly Shōnen Sunday từ tháng 6 năm 2009 đến tháng 10 năm 2017, với các chương riêng lẻ được Shogakukan thu thập và xuất bản thành 37 tập tankōbon.
Một bộ phim truyền hình anime được chuyển thể bởi A-1 Pictures được phát sóng tại Nhật Bản từ tháng 10 năm 2012 đến tháng 3 năm 2013 và mùa thứ hai có tựa đề Magi: The Kingdom of Magic được phát sóng từ tháng 10 năm 2013 đến tháng 3 năm 2014.
Ở Bắc Mỹ, manga đã được cấp phép phát hành bằng tiếng Anh bởi Viz Media và bộ anime của Aniplex of America. Nó cũng đã được Kazé cấp phép tại Vương quốc Anh và Madman Entertainment tại Úc.
Một sê-ri spin-off đề có tựa đề Magi – Mê cung thần thoại: Cuộc phiêu lưu của Sinbad, được viết bởi Ohtaka và được minh họa bởi Yoshifumi Ohtera, bắt đầu đăng tuần tự vào Weekly Shōnen Sunday vào tháng 5 năm 2013, trước khi được chuyển đến trang web của Shogakukan, Ura Sunday nơi nó được xuất bản từ tháng 9 năm 2013 đến tháng 4 năm 2018.
Vào năm 2014, Magi – Mê cung thần thoại đã nhận được Giải Manga Shogakukan lần thứ 59 cho hạng mục shounen. Tính đến tháng 4 năm 2016, manga đã có hơn 23 triệu bản lưu hành.

## Tóm tắt

### Bối cảnh
Bộ truyện chủ yếu dựa trên nhiều câu chuyện từ Nghìn lẻ một đêm, đáng chú ý nhất là những câu chuyện về Aladdin, Ali Baba và Sinbad.
Câu chuyện lấy bối cảnh là một không gian xen kẽ của Thế giới cổ đại với một số khu vực và quốc gia có một số điểm tương đồng với các quốc gia ngoài đời thực tại thời điểm đó. Trong thế giới này, tất cả các sinh vật đều sở hữu tinh hoa tuôn chảy trong người gọi là Rukh (ルフ Rufu) và khi họ chết, tinh hoa sẽ trở lại dòng chảy khổng lồ (còn được gọi là "chính đạo") của Rukh mang lại sự sống cho tất cả những sinh vật tiếp theo trong cõi vĩnh hằng của chu kỳ tái sinh gọi là "Định mệnh". Mỗi lần trải qua nhiều cảm xúc tiêu cực như nỗi buồn, tức giận và vô vọng, Rukh của họ trở nên mục nát, bất ổn định và đen tối và lạc lối khỏi chính đạo trong một quá trình được gọi là "Sa đọa" (堕転 Daten).
Ngoài ra còn có một số lâu đài ma thuật chứa đầy kho báu và cạm bẫy được gọi là "Mê cung" và mỗi một trong số chúng là hang ổ của một sinh vật ma thuật mạnh mẽ, Djinn (ジン Jin). Những cá nhân có thể vượt qua các thử thách của Mê cung và lấy được lòng trung thành của Djinn được gọi là Người chinh phục Mê cung (迷宮（ダンジョン）攻略者 Danjon Kōryakusha), nhận được khả năng sử dụng sức mạnh của djinn được truyền vào các món đồ dùng cá nhân của họ được gọi là "kim thần khí" (金属器 Kinzoku Ki) và tạo ra "quyến thần khí" (眷属器 Kenzoku Ki) có sức mạnh yếu hơn cho những người đồng hành cùng họ.
Bình thường, mọi người chỉ có thể sử dụng Rukh trong cơ thể để tạo ra một năng lượng gọi là Magoi (マゴイ) để cường hóa vũ khí và năng lực của họ. Năng lượng này phải được sử dụng một cách cẩn thận vì mặc dù thực tế là magoi của một cá nhân có thể được phục hồi bằng cách ăn uống và nghỉ ngơi nhưng một khi cạn kiệt hoàn toàn, người sử dụng có thể chết. Tuy vậy vẫn có những người có thể sử dụng phép thuật với Magoi riêng của họ, trong số họ còn tồn tại một lớp pháp sư hiếm hoi được biết đến là Magi (マギ) có thể sử dụng Magoi trực tiếp từ Rukh vây quanh họ làm tăng đáng kể khả năng của mình. Một Magi thường chọn một số "Người chinh phục Mê cung" để hướng đạo họ và bảo vệ họ để giúp họ trở thành "Vương thần khí" (王の器 Ō no Utsuwa) của Magi. Có một số quốc gia trong lịch sử được thành lập hoặc phát triển bởi sự cai trị của những cá nhân đó.

### Cốt truyện
Sau một thời gian dài sống tách biệt với thế giới bên ngoài, một cậu bé tên Aladdin quyết định du hành ra thế giới cùng với "người bạn" Ugo của mình, một Djinn chứa trong cây sáo của Aladdin, cho đến khi cậu gặp Alibaba Saluja, một chàng trai trẻ mong muốn một ngày nào đó có thể khám phá Mê cung Amon và lấy được kho báu của nó. Aladdin và Alibaba cuối cùng kết nghĩa huynh đệ và cùng nhau chinh phục Amon, cho dù có phải chống lại Jamil tàn nhẫn và các chiến binh nô lệ của hắn: Morgiana và Goltas. Sau một trận chiến đầy cam go, hai nhân vật chính đã hạ gục Jamil và giúp đỡ Morgiana phá vỡ xiềng xích tinh thần đã trói buộc nàng với chủ cũ. Alibaba chinh phục được mê cung khi Djinn Amon xuất hiện trước mặt Aladdin để giải thích ngắn gọn rằng cậu bé thật ra là một Magi và Alibaba chính là ứng cử viên "Vương thần khí" của cậu. Tuy nhiên, cuộc nói chuyện bị gián đoạn bởi một thế lực bên ngoài đang cố gắng đóng cửa Mê cung. Alibaba, Aladdin và Morgiana thoát khỏi Mê cung trong khi Goltas quyết định ở lại chết kéo theo tên chủ cũ để chuộc lại lỗi lầm trong quá khứ của mình nhưng không phải trước khi cắt đứt xiềng xích của Morgiana. Vì lý do nào đó, Aladdin cuối cùng bị dịch chuyển đến một vùng đất xa xôi, cách xa những người khác, nơi cậu biết được Magi là gì và cậu là một trong số đó. Không có tin tức gì về bạn mình, Alibaba sử dụng kho báu mà chàng có được ở Amon để giải phóng tất cả nô lệ trong thành phố, bao gồm cả Morgiana và trở về Balbadd, quê hương của chàng.
Sau khi trải qua một cuộc phiêu lưu dài ở nhiều vùng đất khác nhau, Aladdin và Morgiana bắt gặp một người đàn ông đang khỏa thân tên là Sinbad, "Người chinh phục Mê cung" đầu tiên và hiện là quốc vương của đảo quốc Sindria, ngài đã bị một băng cướp trấn lột hết cả bảy "kim thần khí" của mình. Cuối cùng họ đoàn tụ với Alibaba ở Balbadd, nơi họ biết rằng chàng đã gia nhập Băng cướp Sương mù, một tổ chức của những tên cướp chống lại sự cai trị tàn bạo của Vua Abhmad, anh em cùng cha khác mẹ của Alibaba. Được giúp đỡ bởi Aladdin, Morgiana và vua Sinbad (khi đã lấy lại được thần khí của mình), Alibaba đã dàn xếp một cuộc chính biến lật đổ chế độ quân chủ và thiết lập một nền cộng hòa ở Balbadd. Tuy nhiên, Balbadd cuối cùng lại bị sáp nhập vào Đế quốc Kou, một quốc gia phương Đông hùng mạnh có âm mưu chinh phục toàn bộ thế giới núp dưới danh nghĩa chấm dứt mọi xung đột giữa các quốc gia.
Sau các sự kiện ở Balbadd, Aladdin, Alibaba và Morgiana được đưa đến Sindria, nơi họ được huấn luyện bởi những người hầu của Sinbad để nâng cao kỹ năng của họ và giúp nhà vua thực hiện nhiệm vụ ngăn chặn âm mưu của một tổ chức thần bí Al-Thamen hoạt động trong bóng tối để gieo rắc sự hỗn loạn lan rộng khắp thế giới. Bộ ba cuối cùng kết bạn với Ren Hakuryuu, một hoàng tử của Đế quốc Kou đến thăm Sindria và là người họ giúp chinh phục Mê cung Zagan. Sau khi đối đầu với các thành viên của Al-Thamen, Aladdin và những người bạn của mình đi những con đường riêng vì lý do cá nhân, hứa hẹn sẽ tái hợp với nhau trong tương lai. Aladdin ghi danh vào Học viện Magnostadt, một nơi mà pháp sư được coi là công dân cấp cao hơn so với những người đồng loại bình thường của họ để nghiên cứu ma thuật và điều tra các mối quan hệ của đất nước với tổ chức Al-Thamen. Alibaba lên đường để tập luyện với các võ sĩ giác đấu Yambala thuộc Đế quốc Reim theo đề nghị để cải thiện kiếm kĩ của mình và học cách điều khiển magoi để có thể hoàn thiện thần khí của mình. Hakuryuu trở về Đế quốc Kou. Còn Morgiana khởi hành đến Lục địa đen để thực hiện ước mơ trở về quê nhà.
Một năm sau, Aladdin và Alibaba được đoàn tụ trong lúc Reim phát động chiến dịch để chinh phục Magnostadt. Sau khi giúp bảo vệ thành phố, Đế quốc Kou phát động một cuộc tấn công bất ngờ. Với hy vọng ngăn không cho nhiều pháp sư gục ngã thêm nữa trong trận chiến, thủ lĩnh của thành bang, Matal Mogamett, triệu tập một đội quân Dark Djinn với một khối lượng lớn Black Rukh được tích trữ ở tầng sâu nhất để đánh bại quân xâm lược. Tuy nhiên, Aladdin nhận thức được rằng bằng cách này, Mogamett bất đắc dĩ giúp Al-Thamen đến gần hơn với mục tiêu chính của chúng, đó là triệu hồi vị thần của Ill Ilah, kẻ có ác tâm hủy diệt thế giới. Để ngăn chặn điều đó xảy ra, Aladdin và những người bạn của mình hợp tác với Đế quốc Kou, Đế quốc Reim và liên minh của Sinbad, Liên minh Thất Hải để ngăn chặn âm mưu triệu hồi.
Vài tháng sau, đại diện của Kou, Reim và Sindria tập trung tại một hội nghị thượng đỉnh do Sinbad tổ chức. Tại hội nghị thượng đỉnh, Aladdin tiết lộ rằng loài người ban đầu là một số loài riêng biệt được biến đổi bằng ma thuật thành người là những người có nguồn gốc từ thế giới của Alma-Torran, nằm ở một chiều không gian khác. Cựu thần của thế giới này là Ill Ilah, người đã bị cha của Aladdin, vua Solomon đánh cắp magoi để tạo ra một số phận thuận lợi cho người dân Alma-Torran. Chống lại sự thay đổi này, các thành viên của Al-Thamen đã triệu tập Ill llah đến thế giới để chúng có thể lấy lại magoi của mình. Điều này đã phá hủy thế giới của tất cả sự sống và buộc Solomon phải từ bỏ mạng sống của mình để phong tỏa Ill Ilah và Al-Thamen cùng với nó. Solomon đã đưa magoi của mình cho Ugo và Ugo lưu trữ tất cả các magoi trong Cung điện Linh thiêng và sử dụng nó để tạo ra thế giới hiện tại, hệ thống Magi và đưa mọi người từ Alma-Torran đến thế giới này.
Tuy nhiên, hội nghị thượng đỉnh bị gián đoạn khi Ren Hakuryuu và Judar, Magi hướng đạo của cậu khởi động cuộc nội chiến ở Đế quốc Kou. Aladdin và Alibaba bay đến trung tâm của Đế quốc Kou để nói lý với Hakuryuu, tuy nhiên, họ nhận ra cậu đã rơi vào tình trạng sa đọa. Hai cặp đôi chiến đấu với nhau và kết quả là cả Alibaba với Judar đều bị thương nặng. Hakuryuu tự thân chiến đấu bằng trang bị thần khí Belial mới đoạt được nhưng bị cạn kiệt magoi, buộc phải nhờ đến sự trợ giúp của Sinbad. Sau khi chiến tranh kết thúc, Sinbad đã nhận ra kế hoạch của mình là sẽ nắm giữ quyền lực của hầu hết tất cả các cường quốc trên thế giới được tập hợp chúng thành một siêu liên hiệp quốc gia, gọi là "Liên minh quốc tế" và mở ra một kỷ nguyên hòa bình và thịnh vượng mới cho thế giới, trong khi Aladdin, Morgiana và Hakuryuu tiếp tục đi theo những con đường khác nhau. Cũng trong lúc đó, một Judar hồi sinh và Alibaba đã gặp nhau ở phía bên kia Lục địa Đen, nơi họ gặp Mẹ Rồng, người quyết định giúp họ trở về đất liền, tuy nhiên đây sẽ là một hành trình dài. Trên đường du hành trở về, Mẹ Rồng đã tiết lộ rằng nhân cách của Ill Ilah đã bị David, cha của vua Solomon và cũng có nghĩa là ông nội của Aladdin làm cho tha hóa. Lão cũng được tiết lộ là có mối liên hệ với Sinbad và muốn trở thành Đấng của tất cả.
Ba năm sau, Alibaba xuất hiện trở lại và đoàn tụ với bạn bè sau khi họ đánh bại Arba, dường như tiêu diệt Al-Thamen mãi mãi. Tuy nhiên, linh hồn của Arba quay sang Sinbad và cùng nhau, họ đến Cung điện Linh thiêng nơi Ugo trú ngụ. Bằng cách đánh bại Ugo và tuyên bố quyền sở hữu cung điện, Sinbad tuyên bố rằng linh hồn của mọi sinh vật trên Trái đất sẽ được gửi trở lại Rukh, chấm dứt vòng xoáy của sự sống và cái chết, chắc chắn rằng không có cách nào khác để đạt được hòa bình và hạnh phúc vĩnh cửu cho tất cả. Aladdin, Alibaba, Hakuryuu và Judar hợp lực để đối đầu với Sinbad, nhưng ngay sau khi họ đạt được thỏa hiệp với ngài, David xuất hiện và kiểm soát Cung điện Linh thiêng, vì trả lại tất cả linh hồn cho Rukh là kế hoạch ban đầu của lão. Sau khi cùng nhau đánh bại David và phá hủy hệ thống Rukh, thế giới phải chịu những thay đổi lớn và phép thuật đã không còn, khiến các quốc gia buộc phải nỗ lực hợp tác cùng nhau để tạo dựng một tương lai tốt đẹp hơn.

## Phương tiện truyền thông

### Manga
Magi: Mê cung thần thoại được viết và minh họa bởi Ohtaka Shinobu. Nó bắt đầu đăng tuần tự trên tạp chí Weekly Shōnen Sunday bởi Shogakukan vào ngày 3 tháng 6 năm 2009. Vào tháng 10 năm 2015, manga đã bước vào tiểu phần cuối cùng. Vào tháng 8 năm 2016, Ohtaka tuyên bố rằng manga đã đi được nửa chặng đường cuối cùng. Bộ phim kết thúc vào ngày 11 tháng 10 năm 2017. Tập tankōbon đầu tiên được phát hành vào ngày 18 tháng 12 năm 2009; Ba mươi bảy tập đã được xuất bản kể từ ngày 17 tháng 11 năm 2017.
Tại Bắc Mỹ, Viz Media đã công bố vào tháng 2 năm 2013 bản phát hành bằng tiếng Anh của manga, với tập đầu tiên được phát hành vào ngày 13 tháng 8. Kể từ ngày 13 tháng 8 năm 2019, Viz Media đã xuất bản ba mươi bảy tập tankōbon riêng lẻ.
Một spin-off loạt tựa đề Magi – Mê cung thần thoại: Cuộc phiêu lưu của Sinbad, được viết bởi Ohtaka và minh họa bởi Ohtera Yoshifumi được phát hành như là một tài liệu bổ sung với tập đầu tiên của loạt anime. Sau đó, nó đã được mở rộng thành một sê-ri thông thường, bắt đầu đăng tuần tự ở Weekly Shōnen Sunday từ ngày 18 tháng 5 đến ngày 26 tháng 6 năm 2013, và sau đó được chuyển đến trang webcomic của Shogakukan, Ura Sunday, nơi nó được xuất bản từ ngày 18 tháng 9 năm 2013 đến ngày 25 tháng 4 năm 2018.

### Anime
Trong sự kiện của Shogakukan Jisedai World Fair, một chuyển thể truyền hình anime đã được công bố trên trang web chính thức của sự kiện. Bộ anime do A-1 Pictures sản xuất đã bắt đầu phát sóng tại Nhật Bản vào ngày 7 tháng 10 năm 2012, thay thế Mobile Suit Gundam AGE được phát vào lúc 5h chiều của MBS/ TBS, và kết thúc vào ngày 31 tháng 3 năm 2013. Trong 12 tập đầu tiên, bài hát mở đầu là "VIP" của SID và bài hát chủ đề kết thúc là " Yubi Bōenkyō " của Nogizaka46. Từ tập 13 trở đi, bài hát mở đầu là "Matataku Hoshi no Shita de" của Porno Graffitti và đoạn kết là "The Bravery" của Supercell.
Ngay sau khi kết thúc bộ anime, phần thứ hai mang tên Magi: The Kingdom of Magic đã được công bố. Bộ phim bắt đầu phát sóng vào ngày 6 tháng 10 năm 2013 vào cùng thời điểm của mùa đầu tiên, thay thế Space Battleship Yamato 2199, và kết thúc vào ngày 30 tháng 3 năm 2014. Trong 13 tập đầu tiên, bài hát mở đầu là "Anniversary" của SID và bài hát chủ đề kết thúc là "Eden" của Aqua Timez, trong khi từ tập 14 trở đi, bài hát mở đầu là "Hikari" của ViViD và bài hát chủ đề kết thúc là "With You/With Me" của 9nine.
Sê-ri đã ra mắt tại Bắc Mỹ vào ngày 10 tháng 10 năm 2012 trên Crunchyroll và Hulu, Aniplex of America đã cấp phép cho sê-ri và bản lồng tiếng Anh của nó đã được phát trực tuyến trên dịch vụ Neon Alley của Viz Media. Vào tháng 12 năm 2019, Funimation đã thêm loạt vào dịch vụ phát trực tuyến của mình. Nó cũng đã được cấp phép bởi Viz Media Europe ở Châu Âu, Kazé ở Anh  (được phân phối bởi Manga Entertainment), và bởi Madman Entertainment ở Úc.

### Trò chơi điện tử
Magi: Hajimari no Meikyū (マ ギ は じ まMagi: The First Dungeon) là một phiên bản trò chơi video của Magi được phát hành cho nền tảng Nintendo 3DS. Trò chơi được sản xuất bởi Bandai Namco Games và được phát hành tại Nhật Bản vào ngày 21 tháng 2 năm 2013. Trò chơi có một bản cập nhật với nhiều nhân vật có thể chơi hơn, một dungeon mới và nhiều câu chuyện hơn.  Game thứ hai có tiêu đề Magi: Aratanaru no Sekai (ギ 新 た な, Magi: A Whole New World) cho 3DS, đã được công bố vào tháng 9 năm 2013. Trò chơi được phát hành vào ngày 13 tháng 2 năm 2014.

## Đón nhận
Bốn tháng sau thông báo chuyển thể anime của sê-ri vào tháng 6 năm 2012, lượng phát hành của bộ truyện tranh đã tăng từ 3 triệu bản của 12 tập đầu tiên lên hơn 6,5 triệu bản của 14 tập đầu tiên vào tháng 10 cùng năm. Tính đến tháng 10 năm 2013, manga đã có hơn 13 triệu bản lưu hành. Con số tăng lên hơn 18 triệu bản lưu hành vào tháng 5 năm 2015, và hơn 23 triệu bản lưu hành vào tháng 4 năm 2016. Tại Nhật Bản, Magi – Mê cung thần thoại là bộ manga bán chạy thứ 9 trong năm 2012; lần thứ 4 năm 2013; 8 năm 2014; 20 năm 2015  và 2016; và lần thứ 10 năm 2017, năm nối tiếp cuối cùng của nó. Bộ truyện đã giành giải thưởng dành cho manga shounen hay nhất tại Giải thưởng Manga Shogakukan lần thứ 59 năm 2014.
Trong bài đánh giá của mình về tập đầu tiên của manga, L.B Bryant đã lưu ý "không chỉ là một bộ shonen mà còn là một bộ shonen TỐT" và khuyên bạn nên chọn nó. Rebecca Silverman của Anime News Network đã xếp tập đầu tiên là B. Silverman chỉ trích cách xử lý fanservice và chỉ ra rằng câu chuyện giống như một trò chơi nhập vai hơn là manga, và dường như Ohtaka không chắc chắn về hướng của câu chuyện. Cô so Aladdin với nhân vật chính Monkey D. Luffy của One Piece và nhận xét rằng nét vẽ Ohtaka được cải thiện kể từ sê-ri Sumomomo Momomo trước đó. Silverman kết luận: "Nhìn chung, những người đang tìm kiếm một câu chuyện phiêu lưu shounen cũ tốt kể về những đứa trẻ gan dạ (với phần thưởng là djinn!) theo đuổi giấc mơ của chúng thì nên thử tác phẩm này. Nó không hoàn hảo, nhưng nó thực sự tốt. "  Leroy Douresseaux của Comic Book Bin cũng xếp tập đầu tiên là B và so sánh phong cách nghệ thuật của Ohtaka với Itsuwaribito của Yuuki Iinuma. Cô mô tả Magi là "dễ hiểu, thú vị khi đọc, có một phần yếu tố của Prince of Persia và một phần của Raiders of the Lost Ark ".
IGN đã liệt kê Magi: The Labyrinth of Magic trong số những bộ anime hay nhất thập niên 2010 và viết rằng đó là "một bộ phim thú vị và nhiều yếu tố hành động đến kinh ngạc cho những ai là fan của shonen.

## Liên kết ngoại
- Trang web chính thức của Manga (bằng tiếng Nhật)
- Trang web chính thức của Anime (bằng tiếng Anh)
- Magi – Mê cung thần thoại (manga) tại từ điển bách khoa của Anime News Network